# Der schmale Grat (1998)
Der schmale Grat (Originaltitel The Thin Red Line) ist ein Kriegsepos, ein Drama zur Zeit des Zweiten Weltkriegs, und basiert auf dem Roman Insel der Verdammten (The Thin Red Line) von James Jones, der selbst an der Schlacht um Guadalcanal teilgenommen hat.
Eine andere Verfilmung des Romans wurde mit dem Titel Sieben Tage ohne Gnade im Jahr 1964 veröffentlicht.

## Handlung
Im August 1942 landet die C-Kompanie des ersten Bataillons des 27. Infanterieregiments der 25. US-Infanteriedivision auf Befehl von General Quintard auf der Salomonen-Insel Guadalcanal im Pazifischen Ozean und kämpft sich dort durch den tropischen Regenwald, um das strategisch wichtige Eiland den Japanern zu entreißen, die dort einen Luftwaffenstützpunkt errichtet haben. Die amerikanischen Soldaten versuchen auf je eigene Weise, der grausamen Realität zu entfliehen: Private Witt entfernt sich unerlaubt von der Truppe und sucht die Idylle der lokalen Natur und Dörfer. Private Bell träumt von seiner Frau in der fernen Heimat.
Als ein Frontalangriff auf einen stark befestigten Hügel wiederholt von den Japanern abgewehrt wird, kommt es zwischen dem Kompanieführer Staros und seinem Vorgesetzten Lieutenant Colonel Tall zum Streit. Staros weigert sich angesichts der extrem hohen Verluste unter seinen Männern, den seines Erachtens sinnlosen Frontalangriff fortzusetzen, und schlägt stattdessen einen Angriff über die Flanke vor. Lieutenant Colonel Tall fordert, ohne anwesend zu sein, hingegen energisch weitere Attacken, um die Anhöhe zügig zu erobern. Staros, der glaubt, Tall schätze die Lage vor Ort falsch ein, verweigert diesen direkten Befehl. Außer sich vor Zorn übergibt Tall, dem zuvor seinerseits durch General Quintard bedeutet worden ist, dass ein rascher Sieg für ihn die allerletzte Chance darstelle, selbst einmal General zu werden, über Staros’ Kopf hinweg seinem Executive Officer Captain Gaff das Kommando über einen Stoßtrupp. Diesem gelingt es überraschend, eine wichtige Stellung der Japaner einzunehmen, so dass der Hügel nun doch zügig erobert werden kann. Unter relativ geringen eigenen Verlusten töten die Amerikaner nun viele japanische Verteidiger. Die überlebenden Feinde erweisen sich als ausgehungert und verzweifelt.
Durch diesen Sieg allerdings ist Staros, der sich für seine Männer eingesetzt hat, kompromittiert; er steht nun als Feigling da, der nicht bereit gewesen sei, alle notwendigen Mittel einzusetzen. Tall erspart ihm ein Verfahren wegen Insubordination, lässt Staros aber aufgrund seiner angeblich zu weichen Art in die USA versetzen, bietet ihm dafür allerdings hohe militärische Auszeichnungen an.
Zurück in der Sicherheit des Lagers erfährt Private Bell, dass seine Frau sich von ihm scheiden lassen will, und verzweifelt. Witt entdeckt bei seinen Streifzügen über die Insel ein Dorf, in dem die Bewohner durch den Krieg aggressiv geworden sind, auch findet er dort aufgebahrte Gebeine und erkennt, dass auch die Eingeborenen nicht in einem gewaltlosen Idyll leben. Auch andere Soldaten leiden unter dem, was sie gesehen und getan haben. Bei einer Patrouille im Regenwald riskiert Witt sein Leben, um seine Kompanie vor einem Hinterhalt zu retten, und lässt sich schließlich in auswegloser Lage von den Japanern erschießen, statt sich zu ergeben.
Als die amerikanischen Soldaten, gezeichnet vom Erlebten, die Insel schließlich nach ihrem Sieg im Februar 1943 wieder verlassen, gehen sie einer ungewissen Zukunft entgegen. Derweil kann sich die Natur auf der Insel Guadalcanal von den Eingriffen der Menschen regenerieren und kehrt zurück zum Urzustand.

## Literarische Vorlage
Nachdem James Jones mit seinem Erstlingswerk From Here To Eternity (Verdammt in alle Ewigkeit), in dem er seine Erfahrungen als Soldat in der Zeit kurz vor und kurz nach Kriegsbeginn verarbeitet hatte, 1951 ein spektakulärer Erfolg gelungen war, folgte 1962 The Thin Red Line, in dem Jones wiederum eigene Erlebnisse verarbeitete. Den historischen Hintergrund bildet die Schlacht um die Salomonen-Insel Guadalcanal, in der US-Truppen zwischen dem 7. August 1942 und dem 8. Februar 1943 die japanischen Besatzungstruppen von der Insel vertrieben und damit die erste japanisch besetzte Insel im Pazifikkrieg zurückeroberten.
In Jones’ Roman bleibt zwar der Name der Insel, Geographie und Armeeeinheiten sind allerdings fiktiv.

## Der Titel
Zu dem Titel The Thin Red Line inspirierten Jones anscheinend zwei Verse gleichermaßen: „There’s only a thin red line between the sane and the mad“, lautet ein Sprichwort aus dem Mittelwesten, und die Soldaten in Jones’ Roman bewegen sich immer knapp beiderseits dieser Grenze: Manche verkraften ihre Erlebnisse, manche nicht, und manche sind verrückt, ohne jemandem aufzufallen. Eine Zeile aus dem Gedicht Tommy von Rudyard Kipling, in der es in Anspielung auf die Schlacht von Balaklawa um das Bild des britischen Soldaten in Frieden und Krieg geht, lautet dagegen: „Then it’s Tommy this, an’ Tommy that, an’ ‚Tommy, ‘ow’s yer soul?’ But it’s ‘Thin red line of ’eroes’ when the drums begin to roll.“ Genau wie der „Tommy“ in Kiplings Gedicht sind auch Jones’ Soldaten trotz allem, das sie erdulden müssen, vom System Getriebene, die sich nur gelegentlich kleine Siege erkämpfen können.

## Produktionsdaten und Besetzung
Bereits 1964 wurde Jones’ Roman von Andrew Marton unter dem Titel The Thin Red Line (R: Andrew Marton, USA 1964) verfilmt, unter anderem mit Keir Dullea und Jack Warden.
Terrence Malick, der bei der Neuverfilmung Regie führte und das Drehbuch schrieb, war bereits 1973 mit Badlands (Badlands – Zerschossene Träume, R: Terrence Malick, USA 1973) und dem oscarprämierten Days of Heaven (In der Glut des Südens, R: Terrence Malick, USA 1978), für die er auch das Buch geschrieben hatte, erfolgreich gewesen, hatte jedoch dann eine beinahe zwanzigjährige Pause eingelegt.
Phoenix Pictures, Geisler-Roberdau und Fox 2000 Pictures übernahmen die Produktion. Kamera führte John Toll, der bereits für Legends of the Fall (Legenden der Leidenschaft, R: Edward Zwick, USA 1994) und Braveheart (R: Mel Gibson, USA 1995) mit Oscars bedacht worden war. Für den Schnitt verantwortlich war neben Leslie Jones und Saar Klein, die bis dahin eher unbekannt waren, auch Billy Weber, der bereits bei Days of Heaven mit Malick zusammengearbeitet hatte und 1986 mit Top Gun (Top Gun – Sie fürchten weder Tod noch Teufel, R: Tony Scott, USA 1985) für den Oscar nominiert worden war.
Für die Musik verantwortlich war Hans Zimmer, der bereits mit Der König der Löwen (R: Roger Allers/Rob Minkoff, USA 1994) den Oscar gewonnen hatte. Neben Zimmers Kompositionen findet u. a. auch The Unanswered Question von Charles Ives Verwendung.
Viele Hollywoodstars erklärten sich bereit, kleine Rollen zu übernehmen. Die Rolle des First Sergeant Welsh übernahm Sean Penn, bekannt aus Casualties of War (Die Verdammten des Krieges, R: Brian de Palma, USA 1989) und Dead Man Walking – Sein letzter Gang (R: Tim Robbins, USA 1995). Nick Nolte, bekannt aus The Prince of Tides (Der Herr der Gezeiten, R: Barbra Streisand, USA 1991), übernahm die Rolle des Lieutenant Colonel Tall, John Cusack, davor unter anderem in Grosse Pointe Blank (Grosse Pointe Blank – Erst der Mord, dann das Vergnügen, R: George Armitage, USA 1997), die des Captain Gaff.
In kleineren Rollen zu sehen waren auch George Clooney, bekannt aus From Dusk Till Dawn (R: Robert Rodriguez, USA 1996), Woody Harrelson, der mit Natural Born Killers (R: Oliver Stone, USA 1994) für Aufsehen sorgte, und John Travolta, oscarnominiert für Pulp Fiction (R: Quentin Tarantino, USA 1994), während einige umfangreichere Rollen von eher unbekannten Darstellern übernommen wurden: James Caviezel übernahm die Rolle des Private Witt, Elias Koteas spielte Captain Staros, Ben Chaplin Private Bell, Adrien Brody Private Fife und Dash Mihok Private Doll.
Gedreht wurde insgesamt 127 Tage, in den USA, auf den Salomonen und in Australien.
Nach umfangreicher Bearbeitung und Kürzung von knapp sechs Stunden auf 170 Minuten kam der Film Ende 1998 in die Kinos.

## Sonstiges
Im Gegensatz zu Kriegsfilmen wie Black Hawk Down oder Saving Private Ryan, die ein wesentlich positiveres, heldenhafteres Bild der US-Armee zeigen, wurde dem Antikriegsfilm The Thin Red Line keine Unterstützung vom US-Verteidigungsministerium oder vom US-Militär gewährt.

## Synchronsprecher
Die Synchronsprecher für die deutsche Fassung:
| - Private Witt: Frank Schaff - Private Jack Bell: Ingo Albrecht - Captain James Staros: Leon Boden - Lieutenant Colonel Tall: Hans-Werner Bussinger - Private Don Doll: Dietmar Wunder - Captain John Gaff: Andreas Fröhlich - First Sergeant Edward Welsh: Tobias Meister - Corporal Fife: Claudio Maniscalco - Sergeant Keck: Uwe Büschken - Pfc. Beade: Kim Hasper - Sergeant Storm: Stefan Fredrich - Sergeant Cron: Frank-Otto Schenk - Private Ash: Simon Jäger | - Marty Bell: Katrin Fröhlich - Brigadier General Quintard: Thomas Danneberg - Captain Charles Bosche: Detlef Bierstedt - Corporal Green: Gerald Paradies - Lieutenant George Band: Boris Tessmann - Private Charlie Dale: Thomas Nero Wolff - Private Coombs: Marcel Collé - Private Hoke: Johannes Berenz - Private Mazzi: Bernd Rumpf - Private Tills: Elmar Gutmann - Private Train: Sven Hasper - Sergeant Becker: Erich Räuker - Soldat am Strand: Bodo Wolf |

## Kritiken
„Ein weiterer, aufwändig inszenierter Kriegsfilm, der […] den Kampf mit all seinem Grauen zeigt. Gedanken der Soldaten fließen ein, ruhige Momente mit wunderbaren Bildern der malerischen Natur wechseln sich mit schrecklichem Kriegsgemetzel ab. Krasse Gegensätze und gute Schauspieler – viele nur in Kurzauftritten – halten den Betrachter bei der Stange, obwohl man sich spätestens seit Coppolas ‚Apocalypse Now‘ fragen muss, ob derlei Kriegsfilme wirklich noch sein müssen?“

„Was an Terrence Malicks erstem Film nach 20 Jahren so überraschend und so überzeugend ist, ist sein langer Atem: eine Ruhe und Langsamkeit, die trotzdem Dynamik vermittelt und in keinem Moment mit Gemächlichkeit zu verwechseln ist, die Spannungen aufbaut, und dem Zuschauer Erlebnisse vermittelt, die sich nicht leicht wieder bannen lassen. Man sieht Bilder, wie man sie seit 20, 30 Jahren, vielleicht seit Antonioni und dem frühen Nicholas Roeg nicht mehr gesehen hat. Und es sind Bilder, die man nicht vergißt.“

„[Malick] ist nach zwanzig Jahren zum Filmgeschäft zurückgekehrt, um von der Großartigkeit der Schöpfung zu künden. […Er] nimmt keine Rücksicht auf den üblichen Erzählrhythmus. Er läßt auf- und abtreten, wie es ihm paßt, pfeift auf Spannungskurven und reiht am Ende ca. vierzehn Schlußworte aneinander. […] Während der Film also inhaltlich keine Antworten gibt, so tun es doch die Bilder.“

„Terrence Malick verbindet Motive aus dem Roman […] mit einer poetischen Beschwörung unverdorbenen Lebens und zahllosen individuellen Meditationen über den Sinn des Daseins und das Phänomen des Krieges. Der Film erreicht dabei keine letzte Geschlossenheit, verdient aber dennoch die Beachtung eines für den eigenwilligen Stil aufgeschlossenen Publikums.“

„... wie schon bei „In der Glut des Südens“ übernahm die Natur – hier: die traumverloren schöne Urwald-Flora, die Malick ganz bewußt in Gegensatz zu dem alltäglichen Sterben der Kombattanten setzte – die eigentliche Rolle, obsiegte sie über die äußerliche Aktion. Malicks eigenwillige Erzählweise, die willkürlich erscheinende (weil aus der Sichtweise der Soldaten erzählten) Dramaturgie, die einer gewissen Zufälligkeit – nämlich der des Krieges – folgt und sich damit nicht über den Wissensstand der Protagonisten, der in den Tod geschickten Film-Soldaten beider Seiten, erhebt, machten „Der schmale Grat“ zu einer beeindruckenden Stilübung, die angesichts drei Stunden Dauer vom an schnelle Schnitte gewohnten, bilderreizüberfluteten 90er-Jahre-Kinogänger sehr viel Geduld und die Bereitschaft, in Seelenlagen der Figuren abzutauchen, abverlangte. Anders als der fast zeitgleich entstandene Spielberg-Streifen „Der Soldat James Ryan“, der sich dem Thema Krieg mit den Mitteln des größtmöglichen Realismus zu nähern versucht, vermied Malick jedwede Moralität und parteiische Stellungnahme. Bei Malick gibt es ebenso wenig ‘gute’ wie ‘schlechte’ Soldaten, keine pseudoreligiöse Kameraderie und kein pathetisches Heldentum. Das Sterben ist für alle gleich.“

„Ich dachte oft, ich wäre im Krieg unnütz, warum? Nun, nicht weil ich ein Feigling bin oder nicht bereit wäre, aufzustehen und für mein Land zu kämpfen, sondern vielmehr …ich habe den festen Glauben, es gibt keinen Unterschied zwischen Dir …und mir. […] Wir sind gleich, und dabei jeder wunderbar einzigartig und voll von unseren brillanten Bildern, die uns in den Köpfen tanzen. […] Warum nur sollte ich Dich jetzt oder jemals töten?“

## Auszeichnungen

### Oscars 1999
- Nominierung bester Film
- Nominierung beste Regie
- Nominierung bester Drehbuch-Adaption
- Nominierung beste Kamera
- Nominierung bester Ton
- Nominierung bester Schnitt
- Nominierung beste Originalmusik Drama

### Berlinale 1999
Der Film wurde auf der Berlinale mit dem Goldenen Bären von der Jury als bester Film des Wettbewerbs ausgezeichnet.